# 무선 마이크로폰

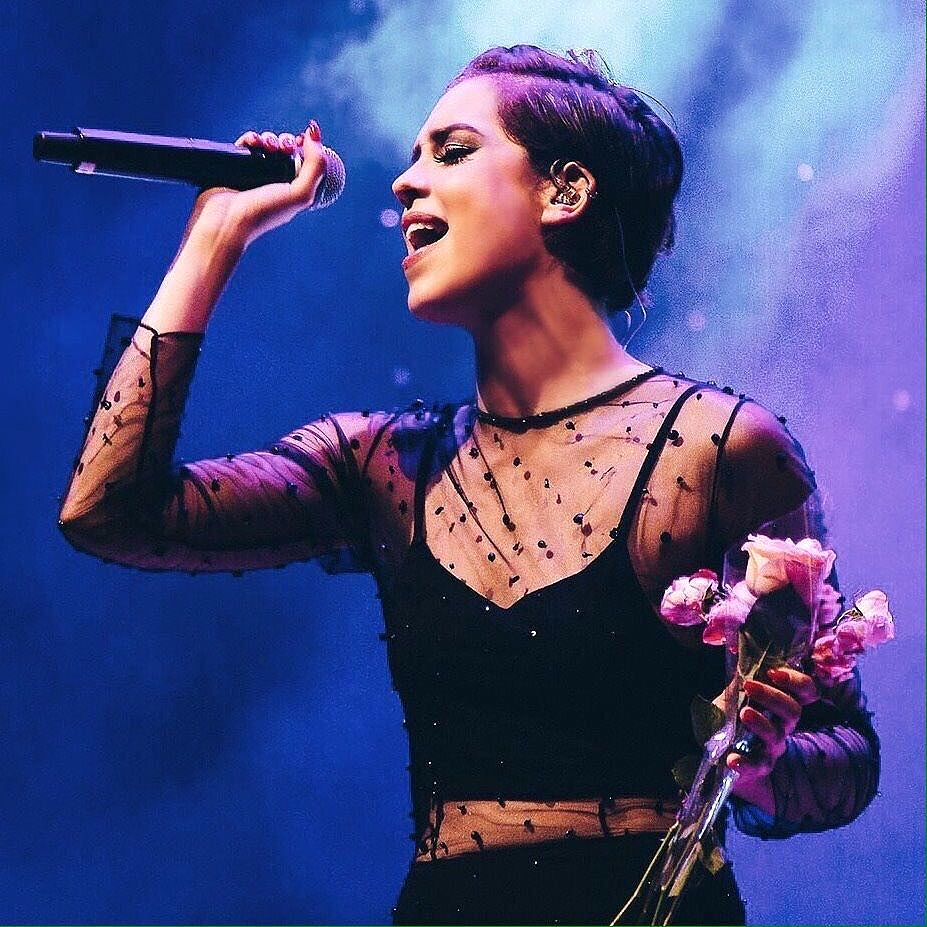
가수 소피아 아브라앙이 휴대형 무선 마이크로폰을 사용하고 있다.

무선 마이크로폰(Wireless microphone) 또는 무선 마이크는 연결된 사운드 녹음 또는 증폭 장비에 직접 연결하는 물리적 케이블이 없는 마이크로폰이다. 무선 마이크는 마이크 본체에 배터리로 작동되는 소형 무선 송신기가 있어 마이크로폰에서 나오는 오디오 신호를 전파로 근처 수신기 장치로 전송하여 오디오를 복구한다. 다른 오디오 장비는 케이블로 수신기 장치에 연결된다. 한 가지 유형에서는 송신기가 휴대용 마이크 본체에 포함되어 있다. 또 다른 유형의 송신기는 "바디팩"이라는 별도의 장치 내에 포함되어 있으며 일반적으로 사용자의 벨트에 고정되거나 옷 속에 숨겨진다. 바디팩은 "라발리에 마이크" 또는 "이아브"(lav, 사용자 옷깃에 고정된 작은 마이크), 헤드셋 또는 이어셋 마이크 또는 기타 유선 마이크에 유선으로 연결된다. 대부분의 바디팩 디자인은 유선 악기 연결(예: 기타)도 지원한다. 무선 마이크는 연예계, 인터뷰어, 연기자, 연예인 등이 마이크에 케이블을 연결하지 않고도 마이크를 사용하면서 자유롭게 이동할 수 있도록 엔터테인먼트 산업, 텔레비전 방송, 대중 연설 분야에서 널리 사용된다.
무선 마이크는 일반적으로 송신기가 눈에 띄지 않는 작은 안테나를 사용할 수 있도록 하기 때문에 VHF 또는 UHF 무선 주파수 대역을 사용한다. 저렴한 장치는 고정 주파수를 사용하지만 대부분의 장치는 채널에 간섭이 있거나 동시에 여러 마이크를 사용할 수 있는 경우 여러 주파수 채널을 선택할 수 있다. 일반적으로 FM 변조가 사용되지만 일부 모델은 스캐너 라디오 수신기의 무단 수신을 방지하기 위해 디지털 변조를 사용한다. 이는 900MHz, 2.4GHz 또는 6GHz ISM 대역에서 작동한다. 일부 모델은 안테나 다양성(안테나 2개)을 사용하여 공연자가 이동할 때 널이 전송을 방해하는 것을 방지한다. 몇몇 저가(또는 전문가) 모델은 적외선을 사용하지만 마이크와 수신기 사이에 직접적인 가시선이 필요하다.

## 같이 보기
- ENG (방송)
- 영화 제작
- FM 트랜스미터 (개인용 장치)
- 프로페셔널 비디오 카메라
- 녹음실
- 텔레비전 프로그램